# Équipe de France de football à la Coupe du monde 1986
Cet article relate le parcours de l'Équipe de France de football lors de la Coupe du monde de football de 1986 organisée au Mexique du 31 mai au 29 juin 1986.
La France se porte aussi au sommet du monde en battant l'Uruguay, détentrice de la Copa America, 2-0 à Paris en 1985 pour le compte du Trophée Artemio-Franchi.

## Vers la Coupe du monde (1984-1986)

### Contexte et match de rentrée

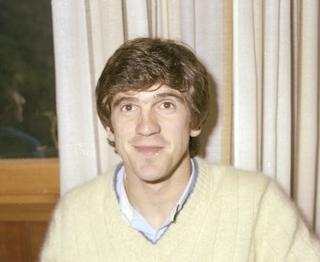
Le gardien espagnol Luis Arconada

Après une quatrième place inattendue obtenue à la Coupe du monde de football de 1982, la France aborde avec le statut de favorite le Championnat d’Europe de football 1984 qu'elle dispute à domicile. Avec une génération arrivée au sommet de son art, et le renfort de l'accrocheur Luis Fernandez au sein du « carré magique », la France va répondre aux attentes. Après une entame délicate contre le Danemark bien qu'elle gagne 1-0, la France écrase ensuite la Belgique 5-0 puis vient à bout de la Yougoslavie 3-2 grâce à deux triplés de Michel Platini.
En demi-finale, la France affronte le Portugal à Marseille. Menée d'un but à cinq minutes de la fin de la prolongation, les Bleus égalisent, avant de prendre l'avantage dans les derniers instants du match sur une frappe de Platini, consécutive à un rush héroïque de Jean Tigana. En finale contre l'Espagne le 27 juin 1984, un coup franc de Platini qui surprend le malheureux portier espagnol Luis Arconada débloque un match jusque-là verrouillé. Grâce à l'estocade portée en fin de match par Bruno Bellone, l'équipe de France de football remporte le premier titre majeur de son histoire.
C'est ainsi en champion d'Europe que la France retrouve les terrains le 5 septembre 1984. Dans le cadre du gala de l'Union nationale des footballeurs professionnels (UNFP), l'équipe tricolore dirigée pour la première fois par Henri Michel, rencontre ce jour-là l'Inter Milan au Parc des Princes. Les Français, privés de Platini, Tigana, Rocheteau, Giresse et Battiston s'inclinent dans ce match amical non officiel (car disputé contre un club), sur le score de 1-0. Le but milanais est marqué à la 84e minute par Fulvio Collovati,.

### Qualification pour la Coupe du monde (1984-1985)
| J.                                       | Rencontre                 | Rés. |
| ---------------------------------------- | ------------------------- | ---- |
| 1                                        | Luxembourg-France         | 0-4  |
| 2                                        | France-Bulgarie           | 1-0  |
| 3                                        | France-Allemagne de l'Est | 2-0  |
| 4                                        | Yougoslavie-France        | 0-0  |
| 5                                        | Bulgarie-France           | 2-0  |
| 6                                        | Allemagne de l'Est-France | 2-0  |
| 7                                        | France-Luxembourg         | 6-0  |
| 8                                        | France-Yougoslavie        | 2-0  |
| Légende : J. = journée ; Rés. = résultat |                           |      |

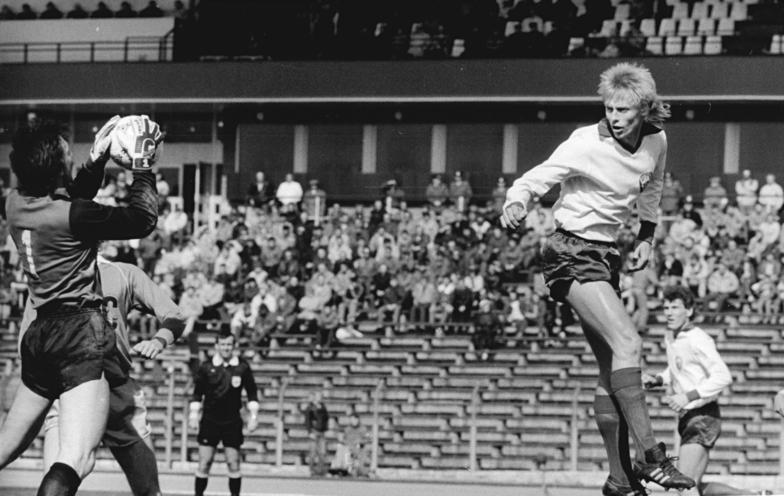
Rainer Ernst, ici au premier plan à droite, marque pour la RDA le 11 septembre 1985 contre la France.

La campagne de qualification de l'équipe de France pour la Coupe du monde 1986 démarre à l'automne 1984. La sélection tricolore est affectée au groupe 4 avec comme adversaire l'Allemagne de l'Est, la Bulgarie, le Luxembourg et la Yougoslavie.
| Rang | Équipe             | Pts | J | G | N | P | Bp | Bc | Diff |
| ---- | ------------------ | --- | - | - | - | - | -- | -- | ---- |
| 1    | France             | 11  | 8 | 5 | 1 | 2 | 15 | 4  | +11  |
| 2    | Bulgarie           | 11  | 8 | 5 | 1 | 2 | 13 | 5  | +8   |
| 3    | Allemagne de l'Est | 10  | 8 | 5 | 0 | 3 | 16 | 9  | +7   |
| 4    | Yougoslavie        | 8   | 8 | 3 | 2 | 3 | 7  | 8  | -1   |
| 5    | Luxembourg         | 0   | 8 | 0 | 0 | 8 | 2  | 27 | -25  |

### Coupe intercontinentale des nations (1985)
| Rencontre      | Rés. |
| -------------- | ---- |
| France-Uruguay | 2-0  |

La Coupe intercontinentale des nations est une compétition qui a lieu deux fois en 1985 et 1993 entre les vainqueurs du Championnat d'Europe de football et de la Copa América. Elle est créée sur le modèle de la Coupe intercontinentale, une compétition inter clubs existant depuis 1960 et opposant les clubs champion d'Amérique du Sud et champion d'Europe.
La Coupe intercontinentale des nations 1985 voit ainsi s'affronter le 21 août au Parc des Princes de Paris et devant 20 405 spectateurs l'équipe de France à l'Uruguay, respectivement vainqueur du Championnat d'Europe de football 1984
 et de la Copa América 1983. Le sélectionneur français Henri Michel fait jouer son équipe dans un schéma de jeu en 4-4-2, où les deux avants-centre Dominique Rocheteau et José Touré jouent sans ailier sur les côtés. Ces deux joueurs marquent deux buts qui permettent à la France de remporter le match 2-0. Dominique Rocheteau, lancé par le milieu de terrain Michel Platini, marque de près après avoir dribblé le gardien à la 5e minute de jeu. José Touré double ensuite le score en deuxième mi-temps à 2-0 sur une reprise de volée à six mètres du but après un amorti d'un centre d'Alain Giresse précédé d'une ouverture de quarante mètres de Michel Platini. La rencontre est totalement dominée par la France, dont le jeu a « rarement [...] été aussi fluide » selon Alain Giresse. Quant à l'équipe uruguayenne, elle comprend notamment le milieu offensif Enzo Francescoli du Club Atlético River Plate
,,.

### Matchs amicaux de préparation (1986)
| Rencontre              | Rés. |
| ---------------------- | ---- |
| France-Irlande du Nord | 0-0  |
| France-Argentine       | 2-0  |
| France-Guatemala       | 8-1  |
| Mexique espoirs-France | 1-1  |
| Pumas UNAM-France      | 2-0  |

La qualification pour la Coupe du monde acquise, la France dispute deux rencontres amicales début 1986. Le 26 février 1986 	elle est tout d'abord opposée à l'équipe d'Irlande du Nord au Parc des Princes à Paris. Sur un terrain « verglacé et gelé, peu praticable », Michel Platini occupe le poste d'avant-centre. Les deux équipes ne parviennent pas à se départager et se séparent sur un score de parité 0-0 devant 28 909 spectateurs. Jean-Pierre Papin effectue à cette occasion ses débuts en sélection.
Un mois plus tard, le 26 mars, la France accueille la sélection argentine, le Parc des Princes faisant cette fois le plein avec 40 045 spectateurs. Jean-Marc Ferreri ouvre le score 1-0 pour la France dès la 15e minute de jeu en trompant le gardien adverse Nery Pumpido de la tête. À partir de la 59e minute, les Argentins jouent à dix à la suite de l'expulsion du milieu de terrain Claudio Borghi. En fin de match, c'est Philippe Vercruysse, exceptionnellement meneur de jeu en raison du forfait du titulaire habituel Platini, qui clôt le score à 2-0 pour la France. Il marque d'un tir de 12 m consécutif à un centre de Yannick Stopyra remisé d'une talonnade par Dominique Rocheteau .
L'équipe de France dispute trois derniers matchs de préparation au Mexique, peu avant le début de la Coupe du monde. La première rencontre oppose les tricolores à l'équipe du Guatemala le 21 mai 1986 à Tlaxcala. Ce match, qui se déroule en trois tiers-temps d'une demi-heure, est remporté largement par la France 8-1. Le prochain adversaire est, trois jours plus tard, l'équipe des espoirs mexicains. Les deux équipes se séparent sur un score de parité 1-1. La dernière rencontre est organisée le 28 mai contre une équipe de club basée à Mexico, le Pumas UNAM, qui vient de terminer neuvième sur dix dans le groupe B du championnat du Mexique 1986. La France s'incline sur le score de 2-0.

## Phase finale de la Coupe du monde 1986

### Premier tour
| J. | Rencontre               | Rés. |
| -- | ----------------------- | ---- |
| 1  | Canada-France           | 0-1  |
| 2  | France-Union soviétique | 1-1  |
| 3  | Hongrie-France          | 0-3  |

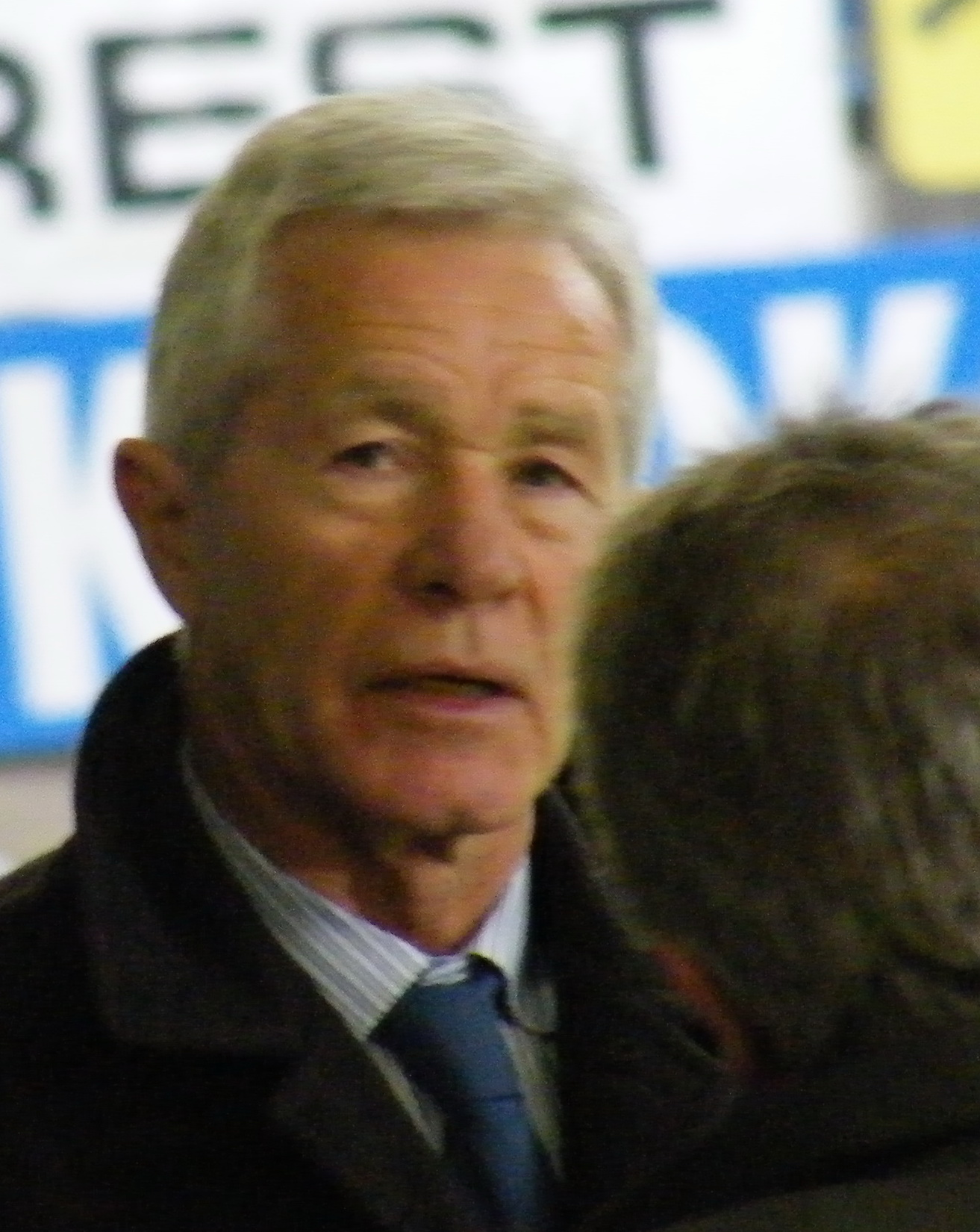
György Mezey, sélectionneur de la Hongrie de 1983 à 1986.

Pour la Coupe du monde 1986, la France fait figure de favorite. Mais amoindris par les blessures récurrentes de leurs deux meneurs de jeu Platini et Giresse, les Bleus emmenés par Henri Michel peinent à retrouver l'état de grâce de 1984. Tête de série du groupe C, la France se sort sans grande difficulté mais sans panache d'un premier tour largement à sa portée contre le Canada, l'URSS et la Hongrie.
La France affronte le Canada pour son premier match de la phase finale de la Coupe du monde 1986. La rencontre a lieu le 1er juin 1986 à 16 h à l'Estadio Nou Camp de León devant 36 000 spectateurs et est arbitrée par le Chilien Hernán Silva Arce. Le sélectionneur Henri Michel fait jouer la France dans un schéma tactique en 4-4-2 avec un milieu de terrain traditionnel composé de Fernandez, Tigana, Giresse et Platini. Les tricolores remportent le match 1-0 sur un but de Jean-Pierre Papin à la 79e minute de jeu. Sur un centre de la droite de Luis Fernandez, Yannick Stopyra, qui est rentré en jeu quelques minutes plus tôt en remplacement de Dominique Rocheteau, remet la balle devant le but sur Papin qui marque de la tête.
Le 5 juin, la France retrouve l'Union soviétique, impressionnant vainqueur de la Hongrie par 6 à 0 lors de la première journée. Elle joue dans un schéma tactique « prudent » en 4-4-2 avec les milieux défensifs Luis Fernandez et Jean Tigana chargés de protéger la défense. 36 500 spectateurs assistent à la rencontre, qui débute à midi heure locale et est arbitrée par le Brésilien Romualdo Arppi Filho. Après une première période vierge en but, le défenseur soviétique Vassili Rats donne l'avantage à son équipe 1-0 à la 54e minute de jeu. La France égalise à 1-1 sept minutes plus tard par l'intermédiaire de Luis Fernandez. À la réception d'une passe lobée d'Alain Giresse, il marque d'un tir à ras de terre à 9 m du but du gardien adverse Rinat Dasaev,.
| 1er juin 1986                     | France    | 1 - 0   | Canada | Estadio Nou Camp, León                             |                                                    |
| 16:00 · Historique des rencontres | Papin 79e | (0 - 0) |        | Spectateurs : 36 000 Arbitrage : Hernán Silva Arce | Spectateurs : 36 000 Arbitrage : Hernán Silva Arce |
| 16:00 · Historique des rencontres | (Rapport) |         |        | Spectateurs : 36 000 Arbitrage : Hernán Silva Arce | Spectateurs : 36 000 Arbitrage : Hernán Silva Arce |

| 5 juin 1986                       | France        | 1 - 1   | Union soviétique | Estadio Nou Camp, León                                |                                                       |
| 12:00 · Historique des rencontres | Fernandez 60e | (0 - 0) | Rats 53e         | Spectateurs : 36 500 Arbitrage : Romualdo Arppi Filho | Spectateurs : 36 500 Arbitrage : Romualdo Arppi Filho |
| 12:00 · Historique des rencontres | (Rapport)     |         |                  | Spectateurs : 36 500 Arbitrage : Romualdo Arppi Filho | Spectateurs : 36 500 Arbitrage : Romualdo Arppi Filho |

| 9 juin 1986                       | France                                   | 3 - 0   | Hongrie | Estadio Nou Camp, León                                |                                                       |
| 12:00 · Historique des rencontres | Stopyra 29e · Tigana 62e · Rocheteau 84e | (1 - 0) |         | Spectateurs : 31 000 Arbitrage : Carlos Silva Valente | Spectateurs : 31 000 Arbitrage : Carlos Silva Valente |
| 12:00 · Historique des rencontres | (Rapport)                                |         |         | Spectateurs : 31 000 Arbitrage : Carlos Silva Valente | Spectateurs : 31 000 Arbitrage : Carlos Silva Valente |

| Rang | Équipe           | Pts | J | G | N | P | Bp | Bc | Diff |
| ---- | ---------------- | --- | - | - | - | - | -- | -- | ---- |
| 1    | Union soviétique | 5   | 3 | 2 | 1 | 0 | 9  | 1  | +8   |
| 2    | France           | 5   | 3 | 2 | 1 | 0 | 5  | 1  | +4   |
| 3    | Hongrie          | 2   | 3 | 1 | 0 | 2 | 2  | 9  | -7   |
| 4    | Canada           | 0   | 3 | 0 | 0 | 3 | 0  | 5  | -5   |

### Huitième de finale
| Tour                                                  | Rencontre                   | Rés.            |
| ----------------------------------------------------- | --------------------------- | --------------- |
| 1/8                                                   | Italie-France               | 0-2             |
| 1/4                                                   | Brésil-France               | 1-1 ap, 3-4 tab |
| 1/2                                                   | France-Allemagne de l'Ouest | 0-2             |
| 3e place                                              | France-Belgique             | 4-2 ap          |
| Légende : ap = après prolongation ; tab = tirs au but |                             |                 |

La France, deuxième du groupe C, affronte l'Italie, deuxième du groupe A, en huitième de finale. La France l'emporte 2-0 au terme d'un match remarquablement maîtrisé grâce à des buts de Platini et Stopyra sur deux passes décisives de Rocheteau. La France sort victorieuse de ce duel au sommet entre les champions du monde et les champions d'Europe en titre.
| 17 juin 1986 | France                    | 2 - 0   | Italie | Estadio Olímpico Universitario, Mexico           |                                                  |
| 12:00        | Platini 15e · Stopyra 57e | (1 - 0) |        | Spectateurs : 70 000 Arbitrage : Carlos Esposito | Spectateurs : 70 000 Arbitrage : Carlos Esposito |
| 12:00        | [ f 9 ]                   |         |        | Spectateurs : 70 000 Arbitrage : Carlos Esposito | Spectateurs : 70 000 Arbitrage : Carlos Esposito |

### Quart de finale
En quart de finale, la France retrouve sur sa route le Brésil. Pour beaucoup, c'est un match entre les deux équipes qui pratiquent le plus beau football. À cette époque, les Français sont d'ailleurs souvent surnommés les « Brésiliens de l'Europe » en hommage à leur jeu spectaculaire et systématiquement tourné vers l'offensive. Le match tient toutes ses promesses, à tel point que Pelé le qualifie de « match du siècle ». Jean Tigana, un des acteurs du match, en garde le souvenir de « moment magique qu'on ne vit pas souvent dans une vie ». Dominateurs, les Brésiliens ouvrent rapidement la marque par Careca, avant que Platini ne ramène les deux équipes à égalité en reprenant un centre de Rocheteau. La prolongation spectaculaire au cours de laquelle les deux équipes se procurent chacune de franches occasions ne change pas le score, et les Bleus se qualifient à l'issue de l'épreuve des tirs au but et de la tentative réussie de Luis Fernandez,,,.
| 21 juin 1986 | Brésil                                          | 1 - 1 a. p.           | France                                           | Estadio Jalisco, Guadalajara               |                                            |
| 12:00        | Careca 17e                                      | (1 - 1, 1 - 1, 1 - 1) | Platini 40e                                      | Spectateurs : 65 000 Arbitrage : Ioan Igna | Spectateurs : 65 000 Arbitrage : Ioan Igna |
| 12:00        | [ f 11 ]                                        |                       |                                                  | Spectateurs : 65 000 Arbitrage : Ioan Igna | Spectateurs : 65 000 Arbitrage : Ioan Igna |
| 12:00        | Sócrates · Alemão · Zico · Branco · Júlio César | Tirs au but 3 - 4     | Stopyra · Amoros · Bellone · Platini · Fernández | Spectateurs : 65 000 Arbitrage : Ioan Igna | Spectateurs : 65 000 Arbitrage : Ioan Igna |

### Demi-finale
En demi-finale, la France retrouve la RFA pour ce qui est considéré comme la « revanche de Séville » quatre ans plus tôt. Mais de revanche, il n'y en aura pas. Comme si elle avait tout donné contre le Brésil, la France, en panne d'imagination, privée de Rocheteau, blessé, qui avait distillé quatre passes décisives dans les trois matches précédents et sans doute diminuée physiquement par sa victoire aux tirs au but sur les Cariocas, bute sur des Allemands, qui s'imposent sans grande difficulté et avec maitrise (2-0), ceux-ci ayant pourtant éliminé sans convaincre le Maroc et le Mexique, qui sont des adversaires bien moins réputés que l'Italie et le Brésil.
| 25 juin 1986 | Allemagne de l'Ouest   | 2 - 0   | France | Estadio Jalisco, Guadalajara                   |                                                |
| 12:00        | Brehme 9e · Völler 89e | (1 - 0) |        | Spectateurs : 50 000 Arbitrage : Luigi Agnolin | Spectateurs : 50 000 Arbitrage : Luigi Agnolin |
| 12:00        | [ f 13 ]               |         |        | Spectateurs : 50 000 Arbitrage : Luigi Agnolin | Spectateurs : 50 000 Arbitrage : Luigi Agnolin |

### Match pour la troisième place
Les Français se consolent avec la troisième place, acquise par les « coiffeurs », aux dépens de la Belgique dans la « petite finale » (4-2 ap). La France monte sur le podium de la Coupe du monde pour la deuxième fois, après 1958.
| 28 juin 1986 | France                                                      | 4 - 2 a. p.           | Belgique                    | Estadio Cuauhtémoc, Puebla                       |                                                  |
| 12:00        | Ferreri 27e · Papin 43e · Genghini 104e · Amoros 111e (pen) | (2 - 1, 2 - 2, 3 - 2) | Ceulemans 11e · Claesen 73e | Spectateurs : 21 000 Arbitrage : George Courtney | Spectateurs : 21 000 Arbitrage : George Courtney |
| 12:00        | [ f 15 ]                                                    |                       |                             | Spectateurs : 21 000 Arbitrage : George Courtney | Spectateurs : 21 000 Arbitrage : George Courtney |

## L'après compétition

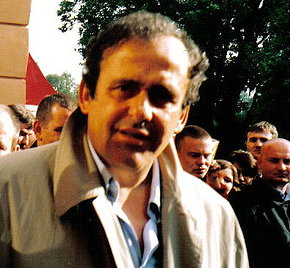
Michel Platini est nommé sélectionneur en 1988.

L'épopée de la Coupe du monde mexicaine de 1986, avec une troisième place, marque la fin d'une génération d'exception. Dès la fin de la compétition les cadres que sont Dominique Rocheteau, Maxime Bossis et Alain Giresse annoncent leur retraite internationale, ce dernier après avoir marqué six fois en 47 apparitions sous le maillot bleu. Un an plus tard, et alors que les éliminatoires pour l'Euro 1988 sont déjà bien mal engagés pour l'équipe de France, Michel Platini met lui un terme définitif à sa carrière, son dernier but inscrit avec les Bleus étant celui du quart de finale de la Coupe du monde 1986 contre le Brésil. Jean Tigana se retire de l'équipe de France en 1987, puis revient l'espace d'un match fin 1988 à l'occasion d'un match contre la Yougoslavie perdu 3-2, honorant ainsi sa 52e sélection.
La transition est trop brusque, et la nouvelle génération échoue successivement à se qualifier pour l'Euro 88 et le Mondial italien de 1990. Le match nul contre la sélection chypriote du 22 octobre 1988 propulse Claude Bez, l'influent président des Girondins de Bordeaux, au poste de superintendant de l'équipe de France, un poste spécialement créé pour lui. Claude Bez désigne alors Michel Platini à la tête de la sélection en novembre 1988, à peine plus d'un an après la retraite de celui-ci en tant que joueur. Il remplace Henri Michel, poussé dehors à la suite de la mauvaise entame des Bleus dans les éliminatoires de la Coupe du monde 1990.

## Aspects tactiques

### Équipe-type
| \| Bats Ayache Battiston Bossis Amoros Fernandez Tigana Platini Giresse Stopyra Rocheteau \| Équipe de France type de 1984 à 1986 |
| Bats Ayache Battiston Bossis Amoros Fernandez Tigana Platini Giresse Stopyra Rocheteau                                            |

Joël Bats est le gardien titulaire indiscutable : il n'est remplacé par sa doublure Albert Rust que lors du match de consolation pour la troisième place de la Coupe du monde. Les défenseurs Manuel Amoros, William Ayache, Patrick Battiston et Maxime Bossis sont les plus utilisés. Ils totalisent chacun au moins 12 matchs sur 18. Le milieu de terrain est le secteur le plus stable de l'équipe : Luis Fernandez, Alain Giresse, Michel Platini et Jean Tigana sont alignés ensemble à dix reprises, et chacun d'eux dispute au moins 13 des 18 rencontres. Dominique Rocheteau et Yannick Stopyra sont les deux attaquants les plus utilisés par le sélectionneur pendant la Coupe du monde et pendant l'ensemble de toute la campagne 1984-1986. José Touré est titulaire pendant les qualifications, mais n'est plus utilisé après en raison d'une grave blessure, alors que Jean-Pierre Papin est appelé en sélection à partir de 1986.

### Jeu
Le gardien de l'équipe de France est le joueur du Paris Saint-Germain Joël Bats. Son jeu se caractérise par « sa sobriété et sa constance ». La France évolue avec une défense à quatre comprenant deux latéraux ainsi que deux défenseurs centraux : un stoppeur, Maxime Bossis, au contact des adversaires et un libéro, Patrick Battiston, libre de tout marquage et en retrait par rapport aux autres défenseurs. Les deux défenseurs centraux exercent une « couverture mutuelle » sur les attaquants adverse et les défenseurs gauche et droit peuvent monter sur les phases offensives.
Le milieu de terrain de l'équipe repose sur un « carré magique » composé de Luis Fernandez, Alain Giresse, Michel Platini et Jean Tigana. Cette composition du milieu de terrain, lancée par le sélectionneur précédent Michel Hidalgo lors de la Coupe du monde 1982, est la base du jeu offensif de l'équipe. Le rôle de chacun est bien défini. Le jeu de Luis Fernandez et Jean Tigana est axé principalement sur les tâches défensives, alors qu'Alain Giresse et Michel Platini sont plus offensifs. Luis Fernandez occupe un poste de libero avancé devant la défense,, et Jean Tigana est « demi défensif » c'est-à-dire milieu défensif ou « relayeur défensif ». Ces deux joueurs assurent la récupération du ballon,. Alain Giresse, joueur atypique petit de taille qui excelle grâce à sa technique et sa vivacité, est positionné sur le côté droit comme « faux ailier ». Michel Platini, spécialiste des coups francs, tient le rôle de meneur de jeu et est régulièrement décisif. Si Platini est parfois aligné au poste d'avant-centre, son rôle habituel est celui de milieu offensif chargé d'orienter le jeu d'attaque de son équipe du fait de sa « vision du jeu » et de sa « technique exceptionnelle ». Giresse est aussi chargé de faire le lien entre Platini à l'avant et le duo Fernandez-Tigana plus en retrait.
La star de l'équipe est Michel Platini, lauréat du Ballon d'or du meilleur joueur européen de 1983 à 1985 et leader offensif du club de la Juventus vainqueur de multiples trophées nationaux et internationaux. Néanmoins, le bon fonctionnement de l'équipe de France repose sur son jeu collectif qui prime sur les individualités. Selon Giresse, « cette équipe fonctionnait d'abord parce que personne ne tirait la couverture à soi. Il y avait une véritable adhésion au collectif, y compris et surtout de la part de Platini ».
Au milieu des années 1980, la France pratique un des plus beaux football en compagnie du Brésil. Elle présente un jeu spectaculaire et systématiquement tourné vers l'offensive. Lors de la Coupe du monde au Mexique, en raison notamment de la fatigue due à l'altitude et à la rencontre contre le Brésil en quart de finale, la France ne peut appliquer son jeu offensif jusqu'au bout de la compétition. Les deux atouts offensifs Giresses et Platini sont diminués : le premier revient après une fracture du péroné et le second souffre d'une pubalgie.

## Statistiques

### Effectif à la Coupe du monde 1986
Le sélectionneur est Henri Michel, 29.10.1947.
| No                 | Joueur              | Club                  | Date de naissance | Matchs          | Buts            |                 |                 |                 |
| Gardiens de but    | Gardiens de but     | Gardiens de but       | Gardiens de but   | Gardiens de but | Gardiens de but | Gardiens de but | Gardiens de but | Gardiens de but |
| ------------------ | ------------------- | --------------------- | ----------------- | --------------- | --------------- | --------------- | --------------- | --------------- |
| 1                  | Joël Bats           | Paris SG              | 04.01.1957        | 6               | -4              | -               | -               | -               |
| 21                 | Philippe Bergeroo   | Toulouse FC           | 13.01.1954        | -               | -               | -               | -               | -               |
| 22                 | Albert Rust         | FC Sochaux            | 10.10.1953        | 1               | -2              | -               | -               | -               |
| Défenseurs         |                     |                       |                   |                 |                 |                 |                 |                 |
| 2                  | Manuel Amoros       | AS Monaco             | 01.02.1962        | 7               | 1               | 1               | -               | -               |
| 3                  | William Ayache      | FC Nantes             | 10.01.1961        | 4               | -               | 2               | -               | -               |
| 4                  | Patrick Battiston   | Girondins de Bordeaux | 12.03.1957        | 7               | -               | -               | -               | -               |
| 5                  | Michel Bibard       | Paris SG              | 30.11.1958        | 1               | -               | -               | -               | -               |
| 6                  | Maxime Bossis       | Racing Club de Paris  | 26.06.1955        | 7               | -               | -               | -               | -               |
| 7                  | Yvon Le Roux        | FC Nantes             | 19.03.1960        | 1               | -               | -               | -               | -               |
| 8                  | Thierry Tusseau     | Girondins de Bordeaux | 19.01.1958        | 4               | -               | -               | -               | -               |
| Milieux de terrain |                     |                       |                   |                 |                 |                 |                 |                 |
| 9                  | Luis Fernandez      | Paris SG              | 02.10.1959        | 6               | 1               | 2               | -               | -               |
| 10                 | Michel Platini      | Juventus              | 21.06.1955        | 6               | 2               | -               | -               | -               |
| 11                 | Jean-Marc Ferreri   | AJ Auxerre            | 26.12.1962        | 4               | 1               | -               | -               | -               |
| 12                 | Alain Giresse       | Girondins de Bordeaux | 02.08.1952        | 6               | -               | -               | -               | -               |
| 13                 | Bernard Genghini    | Servette Genève       | 18.01.1958        | 1               | 1               | -               | -               | -               |
| 14                 | Jean Tigana         | Girondins de Bordeaux | 23.06.1955        | 7               | 1               | -               | -               | -               |
| 15                 | Philippe Vercruysse | RC Lens               | 28.01.1962        | 3               | -               | -               | -               | -               |
| Attaquants         |                     |                       |                   |                 |                 |                 |                 |                 |
| 16                 | Bruno Bellone       | AS Monaco             | 14.03.1962        | 4               | -               | -               | -               | -               |
| 17                 | Jean-Pierre Papin   | FC Bruges             | 05.11.1963        | 4               | 2               | -               | -               | -               |
| 18                 | Dominique Rocheteau | Paris SG              | 14.01.1955        | 4               | 1               | 1               | -               | -               |
| 19                 | Yannick Stopyra     | Toulouse FC           | 09.01.1961        | 6               | 2               | -               | -               | -               |
| 20                 | Daniel Xuereb       | RC Lens               | 29.05.1959        | 1               | -               | -               | -               | -               |

### Joueurs de la campagne 1984-1986
Lors des 18 rencontres du début des qualifications jusqu'à la fin de la Coupe du monde 1986, 27 joueurs jouent sous le maillot de l'équipe de France, soit deux gardiens de but, neuf défenseurs, huit milieux de terrain et huit attaquants. Les joueurs les plus souvent appelés sont le gardien Joël Bats, Luis Fernandez et Michel Platini qui ne manquent qu'une seule rencontre.
| Adversaire          |                 |                 |                 |                 |                 |                 |                 |                 |                 |                 |                 |                 |                 |                 |                 |                 |                 |                 |
| Compétition         | Q.              | Q.              | Q.              | Q.              | Q.              | CI.             | Q.              | Q.              | Q.              | A.              | A.              | CM.             | CM.             | CM.             | CM.             | CM.             | CM.             | CM.             |
| Gardiens de but     | Gardiens de but | Gardiens de but | Gardiens de but | Gardiens de but | Gardiens de but | Gardiens de but | Gardiens de but | Gardiens de but | Gardiens de but | Gardiens de but | Gardiens de but | Gardiens de but | Gardiens de but | Gardiens de but | Gardiens de but | Gardiens de but | Gardiens de but | Gardiens de but |
| ------------------- | --------------- | --------------- | --------------- | --------------- | --------------- | --------------- | --------------- | --------------- | --------------- | --------------- | --------------- | --------------- | --------------- | --------------- | --------------- | --------------- | --------------- | --------------- |
| Joël Bats           | 90              | 90              | 90              | 90              | 90              | 90              | 90              | 90              | 90              | 90              | 90              | 90              | 90              | 90              | 90              | 120             | 90              |                 |
| Albert Rust         |                 |                 |                 |                 |                 |                 |                 |                 |                 |                 |                 |                 |                 |                 |                 |                 |                 | 120             |
| Défenseurs          |                 |                 |                 |                 |                 |                 |                 |                 |                 |                 |                 |                 |                 |                 |                 |                 |                 |                 |
| Manuel Amoros       | 90              | 90              | 90              | 90              | 90              |                 |                 | 90              | 90              | 90              | 90              | 90              | 90              | 90              | 90              | 120             | 90              | 120             |
| William Ayache      |                 |                 |                 | 90              | 90              | 90              | 90              | 90              | 90              | 45              | 90              |                 | 90              | 90              | 90              |                 | 90              |                 |
| Patrick Battiston   | 90              |                 |                 | 90              |                 |                 |                 | 90              | 90              | 90              | 60              | 90              | 90              | 90              | 90              | 120             | 90              | 120             |
| Michel Bibard       | 90              | 90              | 90              |                 |                 | 90              | 90              |                 |                 |                 |                 |                 |                 |                 |                 |                 |                 | 120             |
| Maxime Bossis       | 90              | 90              | 90              |                 | 90              | 90              | 90              | 28              |                 | 90              | 90              | 90              | 90              | 90              | 90              | 120             | 90              | r64             |
| Yvon Le Roux        |                 |                 |                 |                 |                 | 90              | 90              | r62             | 84              | r45             | r30             |                 |                 |                 |                 |                 |                 | 56              |
| Didier Sénac        |                 | 90              | 90              |                 |                 |                 |                 |                 |                 |                 |                 |                 |                 |                 |                 |                 |                 |                 |
| Léonard Specht      |                 |                 |                 | 90              | 90              |                 |                 |                 |                 |                 |                 |                 |                 |                 |                 |                 |                 |                 |
| Thierry Tusseau     | 90              | r6              |                 | r8              | r21             | 90              |                 |                 |                 | 65              |                 | 90              |                 |                 | r16             | 120             |                 | r36             |
| Milieux de terrain  |                 |                 |                 |                 |                 |                 |                 |                 |                 |                 |                 |                 |                 |                 |                 |                 |                 |                 |
| Luis Fernandez      | 90              | 90              | 90              | 82              | 69              | 90              | 90              | 90              | 90              | 90              | 90              | 90              | 90              | 90              | 74              | 120             | 90              |                 |
| Jean-Marc Ferreri   | r33             |                 |                 |                 |                 |                 |                 |                 |                 | r25             | 90              |                 |                 | r19             | r6              | r36             |                 | 120             |
| Bernard Genghini    |                 | 90              |                 |                 |                 |                 |                 |                 |                 |                 |                 |                 |                 |                 |                 |                 |                 | 120             |
| Alain Giresse       | 90              |                 | 90              | 90              |                 | 90              | 90              | 90              | 90              | 90              |                 | 90              | 81              | 90              | 90              | 84              | 71              |                 |
| Michel Platini      | 57              | 90              | 90              | 90              | 90              | 90              | 90              | 90              | 90              | 90              |                 | 90              | 90              | 90              | 90              | 120             | 90              |                 |
| Fabrice Poullain    |                 |                 |                 |                 |                 |                 | 75              |                 |                 |                 |                 |                 |                 |                 |                 |                 |                 |                 |
| Jean Tigana         |                 | 90              | 90              | 90              | 90              |                 |                 | 90              | 90              |                 | 90              | 90              | 90              | 90              | 84              | 120             | 90              | 84              |
| Philippe Vercruysse |                 |                 |                 |                 |                 |                 |                 |                 |                 |                 | 90              |                 | r9              |                 |                 |                 | r19             | 120             |
| Attaquants          |                 |                 |                 |                 |                 |                 |                 |                 |                 |                 |                 |                 |                 |                 |                 |                 |                 |                 |
| Philippe Anziani    | r17             |                 | r6              |                 |                 |                 |                 |                 |                 |                 |                 |                 |                 |                 |                 |                 |                 |                 |
| Bruno Bellone       |                 | 90              | 90              | 90              | 90              |                 | r15             | r27             |                 |                 | 24              |                 | r14             |                 |                 | r21             | 90              | 120             |
| François Brisson    | 73              |                 |                 |                 |                 |                 |                 |                 |                 |                 |                 |                 |                 |                 |                 |                 |                 |                 |
| Jean-Pierre Papin   |                 |                 |                 |                 |                 |                 |                 |                 |                 | 90              |                 | 90              | 76              | 61              |                 |                 |                 | 120             |
| Dominique Rocheteau |                 |                 |                 |                 |                 | 90              | 90              | 63              | 77              | 90              | r66             | 60              |                 | r29             | 90              | 99              |                 |                 |
| Yannick Stopyra     | 90              | 58              | 84              | 69              | 90              |                 |                 |                 | r13             |                 | r20             | r30             | 90              | 71              | 90              | 120             | 66              |                 |
| José Touré          |                 | r26             |                 | r21             | 90              | 90              | 90              | 90              | 90              |                 |                 |                 |                 |                 |                 |                 |                 |                 |
| Daniel Xuereb       |                 |                 |                 |                 |                 |                 |                 |                 |                 |                 | 70              |                 |                 |                 |                 |                 | r24             |                 |
| Compétition         | Q.              | Q.              | Q.              | Q.              | Q.              | CI.             | Q.              | Q.              | Q.              | A.              | A.              | CM.             | CM.             | CM.             | CM.             | CM.             | CM.             | CM.             |
| Adversaire          |                 |                 |                 |                 |                 |                 |                 |                 |                 |                 |                 |                 |                 |                 |                 |                 |                 |                 |

- A. = Match amical
- Q. = Qualification pour la Coupe du monde 1986
- CI. = Coupe intercontinentale des nations
- CM. = Coupe du monde 1986

### Matchs de la campagne 1984-1986
Le tableau suivant liste les rencontres de l'équipe de France considérés comme officiels par la Fédération française de football (FFF). Les trois matchs de préparation disputés au Mexique en mai 1986 avant le début de la Coupe du monde n'y sont pas comptabilisés.
| No | Date              | Ville, stade                 | Adversaire           | Score          | Compétition     | Buteur(s) pour la France                                            | Buteur(s) pour l'adversaire  |
| -- | ----------------- | ---------------------------- | -------------------- | -------------- | --------------- | ------------------------------------------------------------------- | ---------------------------- |
| 1  | 13 octobre 1984   | Luxembourg, Stade municipal  | Luxembourg           | G 4-0          | Q.              | Battiston (2), Platini (12), Stopyra (24, 32)                       | -                            |
| 2  | 21 novembre 1984  | Paris, Parc des Princes      | Bulgarie             | G 1-0          | Q.              | Platini (62 pen)                                                    | -                            |
| 3  | 8 décembre 1984   | Paris, Parc des Princes      | Allemagne de l'Est   | G 2-0          | Q.              | Stopyra (32), Anziani (89)                                          | -                            |
| 4  | 3 avril 1985      | Sarajevo, Stade Kosevo       | Yougoslavie          | N 0-0          | Q.              | -                                                                   | -                            |
| 5  | 2 mai 1985        | Sofia, Stade Vassil Levski   | Bulgarie             | P 0-2          | Q.              | -                                                                   | Dimitrov (11), Sirakov (61)  |
| 6  | 21 août 1985      | Paris, Parc des Princes      | Uruguay              | G 2-0          | CI.             | Rocheteau (5), Touré (56)                                           | -                            |
| 7  | 11 septembre 1985 | Leipzig, Zentralstadion      | Allemagne de l'Est   | P 0-2          | Q.              | -                                                                   | Ernst (53), Kreer (81)       |
| 8  | 30 octobre 1985   | Paris, Parc des Princes      | Luxembourg           | G 6-0          | Q.              | Rocheteau (4, 29, 48), Touré (24), Giresse (36), Fernandez (47 pen) | -                            |
| 9  | 16 novembre 1985  | Paris, Parc des Princes      | Yougoslavie          | G 2-0          | Q.              | Platini (3, 71)                                                     | -                            |
| 10 | 26 février 1986   | Paris, Parc des Princes      | Irlande du Nord      | N 0-0          | A.              | -                                                                   | -                            |
| 11 | 26 mars 1986      | Paris, Parc des Princes      | Argentine            | G 2-0          | A.              | Ferreri (15), Vercruysse (80)                                       | -                            |
| 12 | 1er juin 1986     | León, Estadio Nou Camp       | Canada               | G 1-0          | CM., 1er tour   | Papin (79)                                                          | -                            |
| 13 | 5 juin 1986       | León, Estadio Nou Camp       | Union soviétique     | N 1-1          | CM., 1er tour   | Fernandez (61)                                                      | Rats (54)                    |
| 14 | 9 juin 1986       | León, Estadio Nou Camp       | Hongrie              | G 3-0          | CM., 1er tour   | Stopyra (30), Tigana (63), Rocheteau (84)                           | -                            |
| 15 | 17 juin 1986      | Mexico, Estadio Olimpico     | Italie               | G 2-0          | CM., 1/8 finale | Platini (15), Stopyra (57)                                          | -                            |
| 16 | 21 juin 1986      | Guadalajara, Estadio Jalisco | Brésil               | N 1-1, 4-3 tab | CM., 1/4 finale | Platini (41)                                                        | Careca (17)                  |
| 17 | 25 juin 1986      | Guadalajara, Estadio Jalisco | Allemagne de l'Ouest | P 0-2          | CM., 1/2 finale | -                                                                   | Brehme (9), Völler (90)      |
| 18 | 28 juin 1986      | Puebla, Estadio Cuauhtémoc   | Belgique             | G 4-2 ap       | CM., 3e place   | Ferreri (27), Papin (43), Genghini (104), Amoros (111 pen)          | Ceulemans (11), Claesen (73) |

| Score : - G = Match gagné - N = Match nul - P = Match perdu | Compétition : - A. = Match amical - Q. = Qualification pour la Coupe du monde 1986 - CI. = Coupe intercontinentale des nations - CM. = Coupe du monde 1986 |

### Buteurs
Lors des 18 matchs officiels de la campagne 1984-1986, l'équipe de France marque 31 buts. Le meilleur buteur sur ces 18 rencontres est le meneur de jeu Michel Platini, six buts, qui devancent les deux attaquants Dominique Rocheteau et Yannick Stopyra avec cinq buts, les joueurs restants totalisant au maximum deux buts inscrits. Les attaquants Jean-Pierre Papin et José Touré marquent deux buts, Philippe Anziani un. Du côté des milieux de terrain et outre Platini, Luis Fernandez et Jean-Marc Ferreri inscrivent deux buts et Bernard Genghini, Alain Giresse, Jean Tigana et Philippe Vercruysse un seul. Enfin, deux défenseurs participent à l'évolution du score pour la France : Manuel Amoros et Patrick Battiston avec un but chacun. Sur les 31 buts, 15 sont marqués par cinq attaquants, 14 le sont par sept milieux de terrain et 2 par deux défenseurs.
Au cours des huit rencontres de qualification, 15 buts sont marqués. Les meilleurs buteurs sont dans l'ordre Michel Platini avec quatre buts devant Dominique Rocheteau et Yannick Stopyra (3 buts). Sur les 12 buts inscrits par la France dans la Coupe du monde de football de 1986, deux le sont par Jean-Pierre Papin, Michel Platini et Yannick Stopyra respectivement. Les six autres buts sont marqués par six joueurs différents.